# HD 35991
HD 35991，又名BD-21 1174，SAO 170445、HR 1823，是一颗恒星，视星等为6.07，位于銀經224.15，銀緯-27.56，其B1900.0坐标为赤經5h 23m 20.8s，赤緯-21° -27.56′ 37″。